# David C. Jones
Pour les articles homonymes, voir Jones.
David Charles Jones (9 juillet 1921 - 10 août 2013) était un général de l'armée de l'air américaine (US Air Force) et le 9e chef de l'état-major interarmées (chairman of the Joint Chiefs of Staff),. À ce titre, Jones était l'officier en uniforme le plus haut gradé des forces armées des États-Unis. Il avait auparavant été le 9e chef d'état-major de l'armée de l'air américaine (Chief of Staff of the United States Air Force) et le 15e commandant des Forces aériennes des États-Unis en Europe (United States Air Forces in Europe),.
Jones est surtout connu pour ses efforts visant à faire du président de l'état-major interarmées le principal conseiller militaire du président, et non plus le « premier parmi ses pairs » de l'état-major interarmées (Joint Chiefs of Staff),. Après sa retraite du service actif en 1982, il a continué à souligner l'importance d'une telle réforme, ce qui a contribué à l'adoption de la loi Goldwater-Nichols (Goldwater-Nichols Act),.

## Biographie

### Jeunesse
Né à Aberdeen, dans le Dakota du Sud, et élevé à Minot, dans le Dakota du Nord, Jones est diplômé de la Minot High School et a fréquenté l'université du Dakota du Nord à Grand Forks et l'école normale de l'État de Minot. Pendant ses études, il a obtenu sa licence de pilote privé dans le cadre du programme de formation des pilotes civils. En avril 1942, il quitte l'université pour s'engager dans l'armée de l'air américaine (US Air Force).

### Carrière militaire

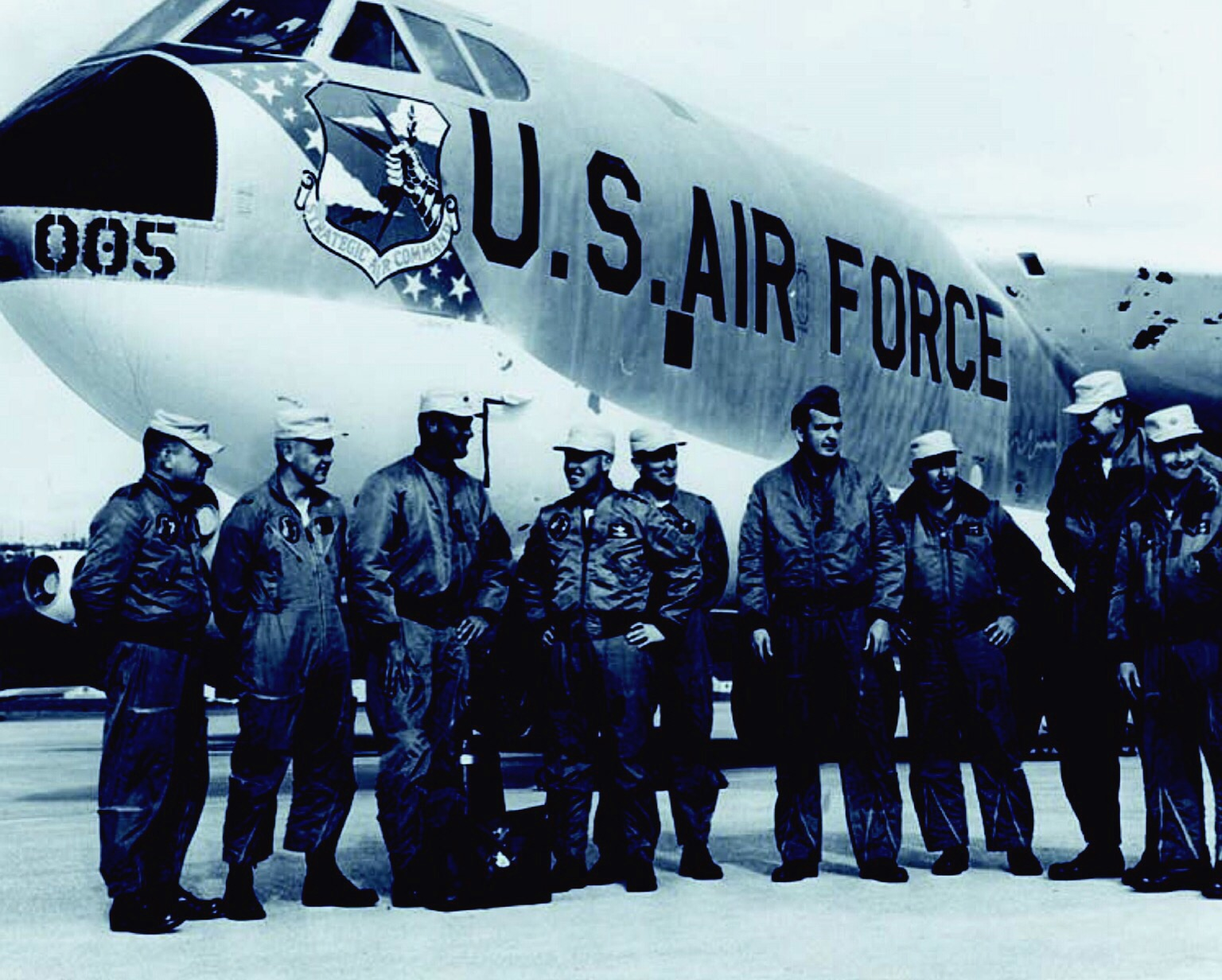
Le colonel David C. Jones (troisième à partir de la droite) à la base aérienne de Barksdale, en Louisiane, alors qu'il sert au Strategic Air Command, en janvier 1957.

En février 1943, Jones est diplômé de l'école de pilotage de l'aérodrome militaire de Roswell, au Nouveau-Mexique, reçoit son brevet de pilote et est nommé sous-lieutenant dans les forces aériennes de l'armée américaine. Après avoir servi comme instructeur au Nouveau-Mexique, en Arizona et au Texas, Jones a été affecté au 3e escadron de sauvetage d'urgence de la cinquième armée de l'air au Japon en 1945. Il a commencé comme pilote d'unité, aux commandes d'hydravions Catalina, et a gravi les échelons jusqu'à commander l'escadron.
De 1948 à 1949, Jones est instructeur au sein de l'unité, puis officier adjoint chargé des opérations et de la formation au 2236e centre de formation de la réserve de l'armée de l'air, à Godman Field, dans le Kentucky. Au cours de cette période, il suit également des cours de formation militaire professionnelle spécialisée.
En janvier 1950, Jones est affecté au 19e escadron de bombardement à March AFB, en Californie. Au cours des années passées au sein du 19e escadron, il est devenu commandant d'avion, puis officier des opérations et enfin commandant de l'escadron. Il a effectué plus de 300 heures de vol dans le cadre de missions de combat au-dessus de la Corée du Nord, alors que l'escadron était l'une des premières unités de bombardement engagées dans la guerre de Corée. En mai 1953, il passe des bombardiers aux ravitailleurs en prenant le commandement du 22e escadron de ravitaillement en vol à March. Promu lieutenant-colonel en juin 1953, il reste à March mais retourne aux bombardiers l'année suivante en tant que commandant du 33e escadron de bombardement.

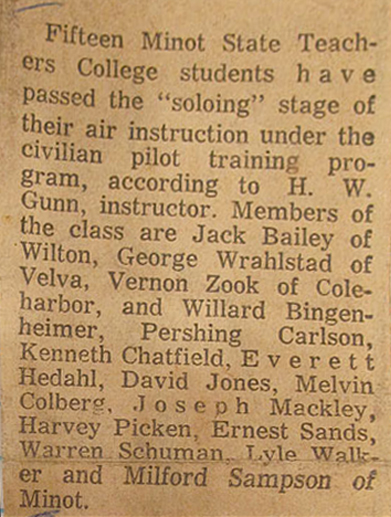
Étudiants du CPTP Solo 1940

Jones sert ensuite au quartier général du Strategic Air Command (SAC), à Offutt AFB, dans le Nebraska, pendant la période de montée en puissance du SAC. Il y est d'abord affecté en septembre 1954 en tant que planificateur des opérations dans la branche des missions de bombardement et y reste jusqu'en janvier 1955, date à laquelle le général Curtis LeMay le choisit comme assistant. Promu colonel en avril 1957, Jones devient directeur du matériel, puis commandant adjoint pour la maintenance de la 93e escadre de bombardement de la SAC à Castle AFB, en Californie.
Jones est diplômé de l'École nationale supérieure de guerre en 1960. Il est ensuite affecté à la direction des opérations de l'état-major de l'armée de l'air pendant quatre ans. En tant que chef de la branche des systèmes pilotés, il a travaillé sur le projet de bombardier B-70. Il a ensuite été chef adjoint et chef de la division stratégique. Après une formation aux F-100 et aux F-4, Jones prend le commandement de la 33e escadre de chasse tactique, Eglin AFB, Floride, lors de sa mise en service en 1965, et l'amène à un statut opérationnel.
Jones a ensuite occupé des postes d'état-major clés au sein des forces aériennes des États-Unis en Europe. Il reçoit sa deuxième étoile en novembre 1967. En février 1969, Jones est affecté au quartier général de la septième armée de l'air, à l'aérodrome de Tan Son Nhut, au Viêt Nam, en tant que chef d'état-major adjoint pour les opérations et devient vice-commandant en juin. Promu lieutenant-général, il retourne à la SAC en août 1969 en tant que commandant de la deuxième force aérienne, basée à Barksdale AFB, en Louisiane.
En avril 1971, Jones retourne aux Forces aériennes des États-Unis en Europe (USAFE) en tant que vice-commandant en chef. Il prend le commandement de l'USAFE et de la quatrième force aérienne tactique alliée en août et est promu général en septembre. En sa qualité de commandant de la quatrième force aérienne tactique alliée de l'Organisation du traité de l'Atlantique nord (OTAN), M. Jones a dirigé une équipe de planification internationale qui a intégré les forces aériennes de la région centrale dans une organisation plus cohérente. La création d'un petit quartier général opérationnel et de planification, la Force aérienne alliée en Europe centrale, a été un élément clé de cet effort.

### Chef d'état-major de l'armée de l'air américaine

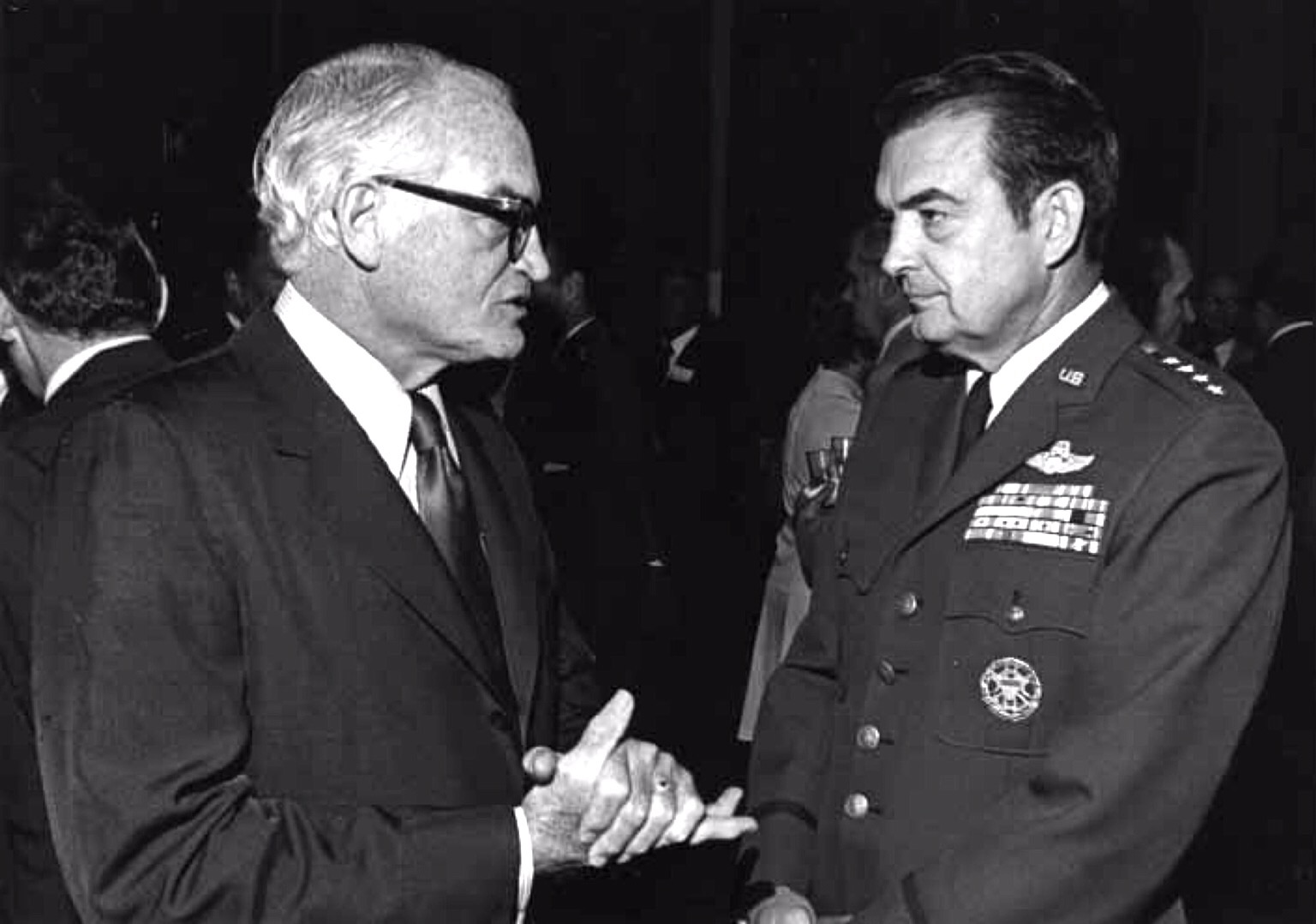
Le chef d'état-major de l'armée de l'air, le général David C. Jones, avec le sénateur américain Barry Goldwater

Au terme d'une carrière qui l'a amené à occuper des postes opérationnels et de commandement dans des unités de bombardiers, de ravitailleurs, d'entraînement et de chasseurs tactiques, ainsi que des postes d'état-major, le général Jones a été nommé par le président Richard Nixon au poste de neuvième chef d'état-major de l'armée de l'air des États-Unis en juillet 1974, à la suite de la nomination du général George S. Brown au poste de huitième président du comité des chefs d'état-major interarmées. En tant que chef d'état-major de l'armée de l'air des États-Unis, le général Jones est responsable de l'administration, de l'entraînement et de l'équipement de tous les aviateurs de la plus grande armée de l'air du monde[4]. Pendant son mandat de chef d'état-major de l'armée de l'air, le général Jones a également plaidé en faveur du développement de la haute technologie des futurs systèmes d'armes et a réorganisé la structure de commandement de l'armée de l'air. Il a soutenu la modernisation avec des systèmes tels que le F-15, le F-16, l'A-10, et l'E–3A.

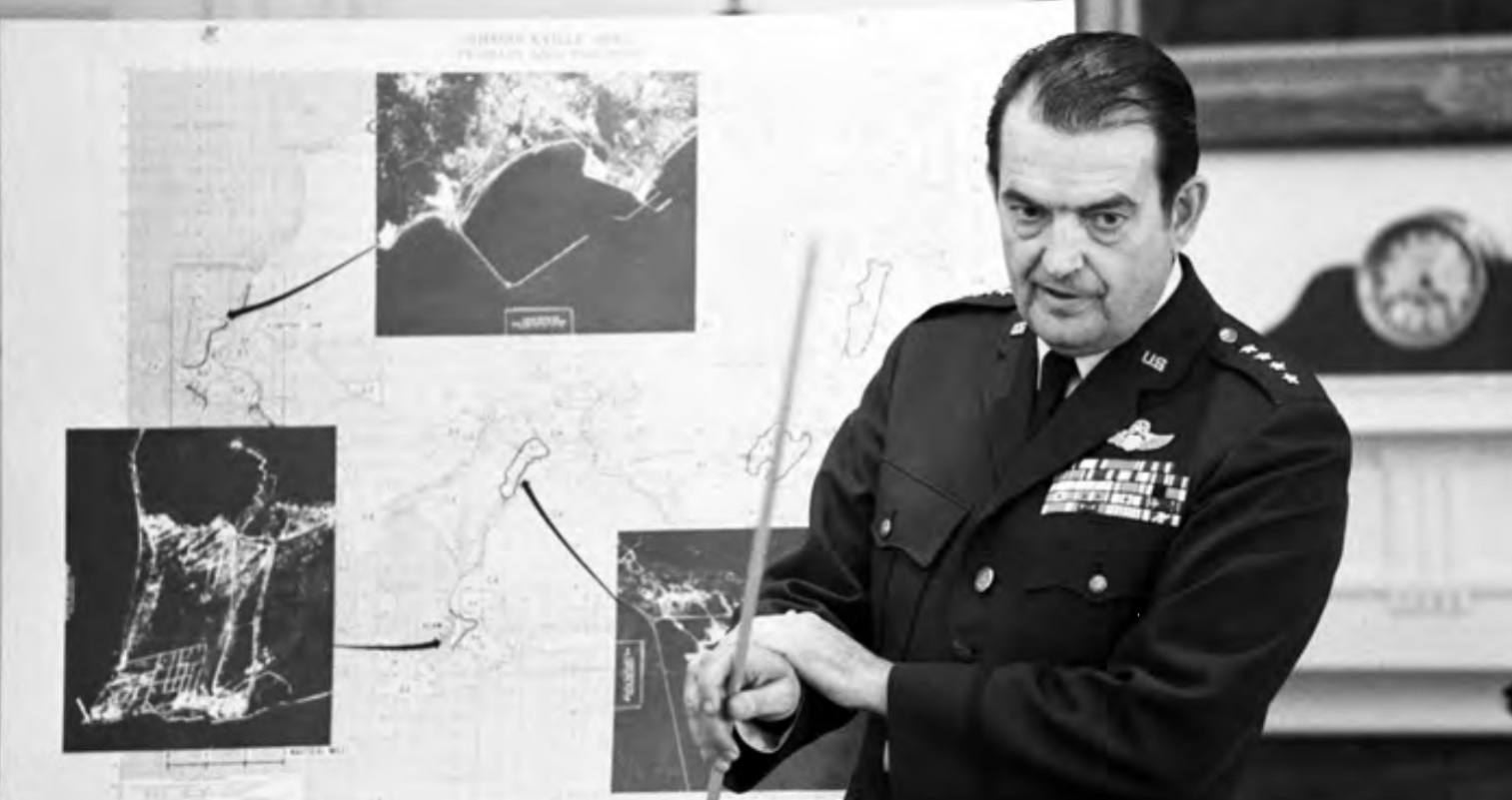
Le général David C. Jones informe le Conseil national de sécurité à la Maison-Blanche, lors de l'incident du Mayaguez, le 12 mai 1975.

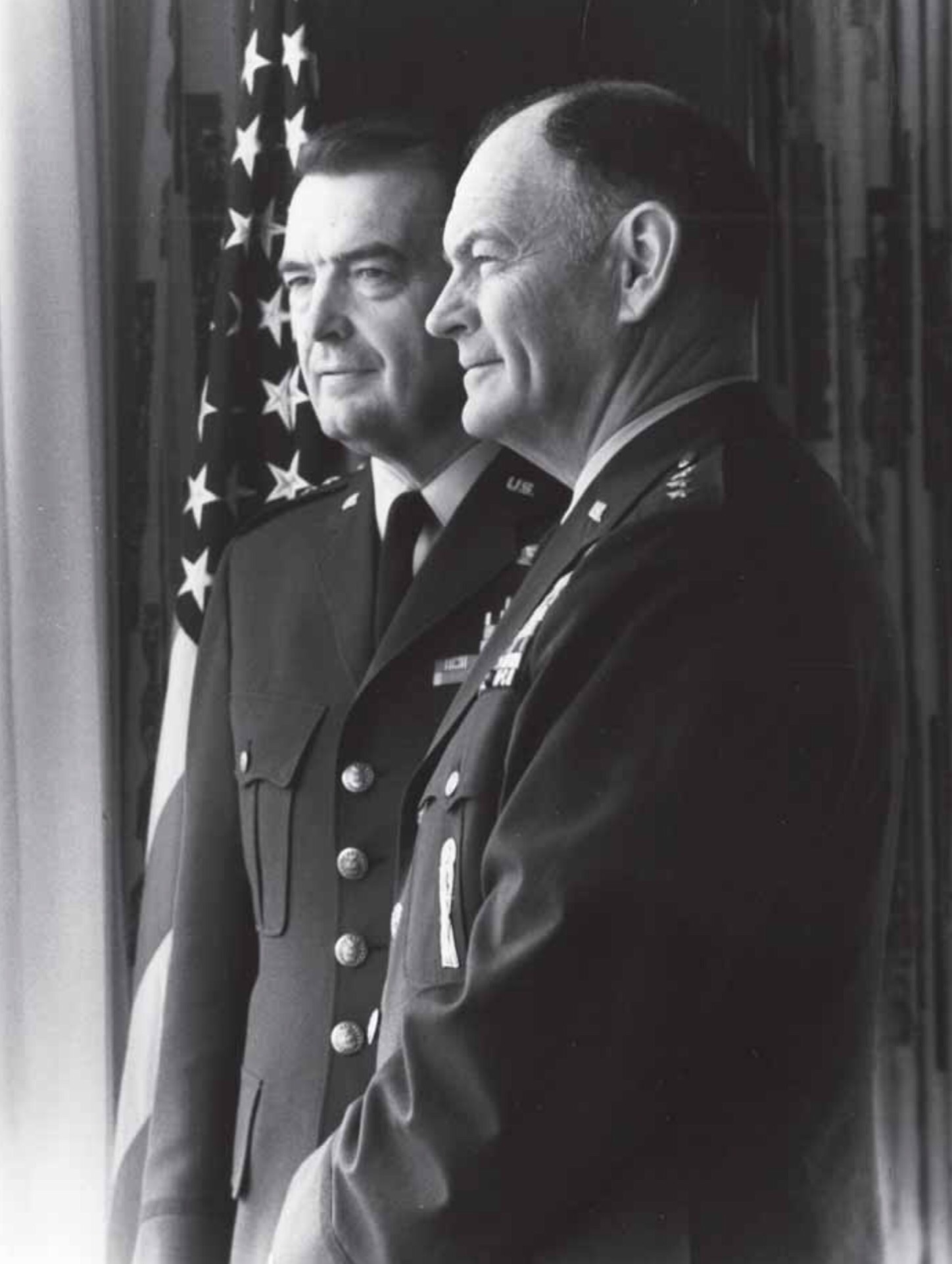
Le chef d'état-major de l'armée de l'air des États-Unis, le général David C. Jones, avec le président des chefs d'état-major interarmées, le général George S. Brown, à la Maison-Blanche, en 1977.

Le général Jones insiste sur la nécessité de moderniser l'armée de l'air après la fin de la guerre du Viêt Nam et pour stopper la poussée des blindés soviétiques. C'est ainsi que l'avion Fairchild A-10 Warthog a été construit pour devenir le principal tueur de chars d'assaut capable de survivre. Ce programme a été suivi par le General Dynamics EF-111 pour contrer les défenses mobiles aériennes soviétiques, ainsi que par le Boeing E-3 Sentry AWACS, qui a servi à fournir une image et des détails du champ de bataille aéroporté. Une grande partie du programme de modernisation s'est concentrée sur la zone européenne, où les États-Unis ont développé des initiatives en réponse à l'intérêt du ministère de la Défense et du Congrès pour une augmentation de la capacité de l'OTAN,.
Durant son mandat de chef d'état-major de l'armée de l'air, le général Jones a également supervisé l'amélioration des relations de travail entre l'armée de l'air, l'armée de terre et la marine. Le général Jones a également élaboré un nouveau concept d'intégration air-sol qui allait déboucher sur la doctrine de la bataille aéroterrestre, afin de s'opposer à la menace conventionnelle soviétique croissante en Europe centrale. En mai 1975, à la suite d'un câble de l'ambassade des États-Unis à Jakarta, en Indonésie, informant d'un SOS et de signaux Mayday provenant d'un navire marchand américain, le SS Mayaguez, qui avait été attaqué et saisi par la milice khmère rouge après sa prise de contrôle de la capitale cambodgienne Phnom Penh, cet événement a conduit à une crise militaire connue sous le nom d'incident du Mayaguez. [Au cours de l'incident, le général Jones assure la présidence par intérim de l'état-major interarmées en raison de la présence du général George S. Brown en Europe pour un sommet de l'OTAN. Le général Jones conseille le président Gerald Ford, le secrétaire à la Défense James Schlesinger et le Conseil de sécurité nationale sur une série d'options militaires, y compris le plan d'opérations militaires pour sauver l'équipage du SS Mayaguez. Les États-Unis ont d'abord lancé une opération de sauvetage en déployant des Marines américains pour reprendre le SS Mayaguez et ont également attaqué l'île de Koh Tang, sur laquelle on pensait que l'équipage du SS Mayaguez était détenu par les Khmers rouges. L'équipage du SS Mayaguez a finalement été secouru, mais le général Jones a constaté une communication et des relations complexes entre les militaires et les responsables civils pendant l'incident du Mayaguez. La crise du Mayaguez a fini par convaincre le général Jones de la nécessité d'un changement dans les relations entre les militaires et les civils, en particulier en cas de crise militaire et en temps de guerre, ce qui a joué un rôle crucial dans la promulgation de la loi Goldwater-Nichols de 1986. Le 31 mai 1978, Jones a reçu l'ordre de l'épée (Order of the Sword), la plus haute distinction accordée par l'armée de l'air aux officiers pour leurs qualités de chef.

### Président de l'état-major interarmées

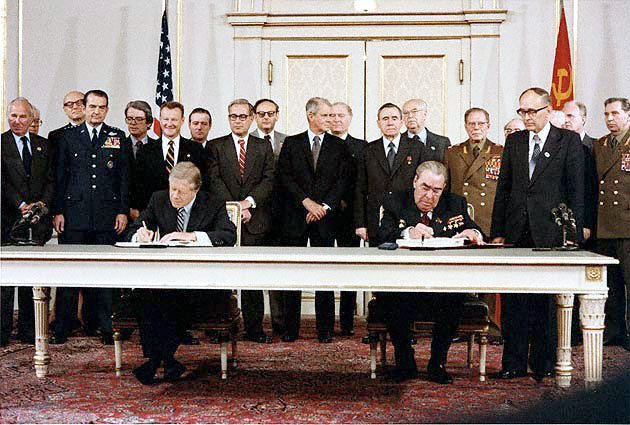
Le chef de l'état-major interarmées, le général David C. Jones (en uniforme de l'armée de l'air), accompagnant le président Jimmy Carter lors de la signature du traité SALT II, le 18 juin 1979, à Vienne.

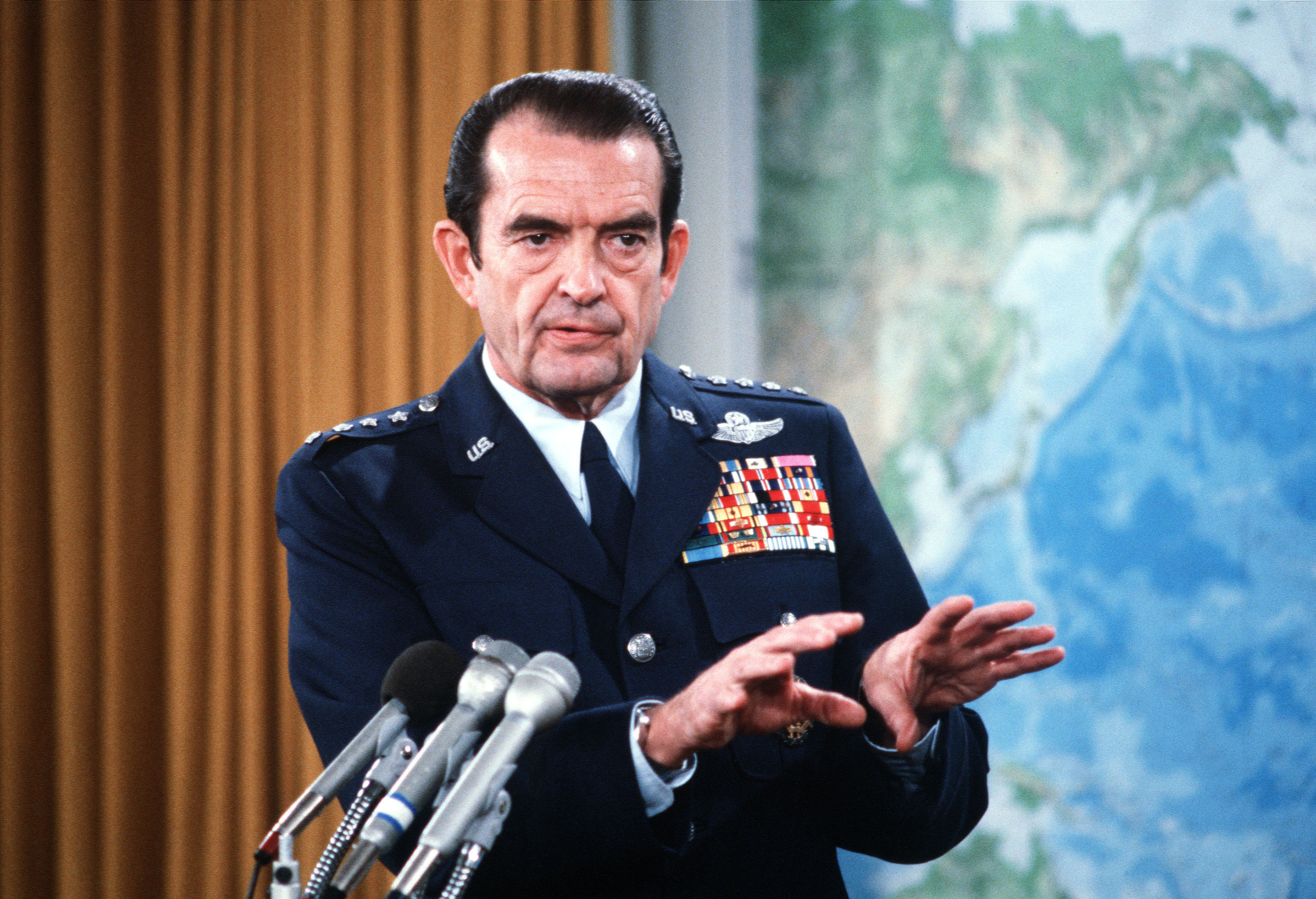
Le chef de l'état-major interarmées, le général David C. Jones, lors d'un point de presse au Pentagone.

Le général David C. Jones est nommé chef de l'état-major interarmées par le président Jimmy Carter le 21 juin 1978, en remplacement du général George S. Brown, qui a pris sa retraite pour des raisons de santé. Le général Jones devient le seul chef de l'état-major interarmées à ne pas être diplômé d'une université ou d'une académie militaire,. Le général Jones est devenu chef de l'état-major interarmées à une époque où l'arsenal militaire soviétique se renforçait et où l'émergence de milices musulmanes dans la région du golfe Persique était considérée comme une menace pour les nations occidentales. Le général Jones a également supervisé l'augmentation du financement de la défense en réponse à la menace soviétique et en raison de l'action continue de l'état-major interarmées en faveur de la modernisation de la force stratégique,.

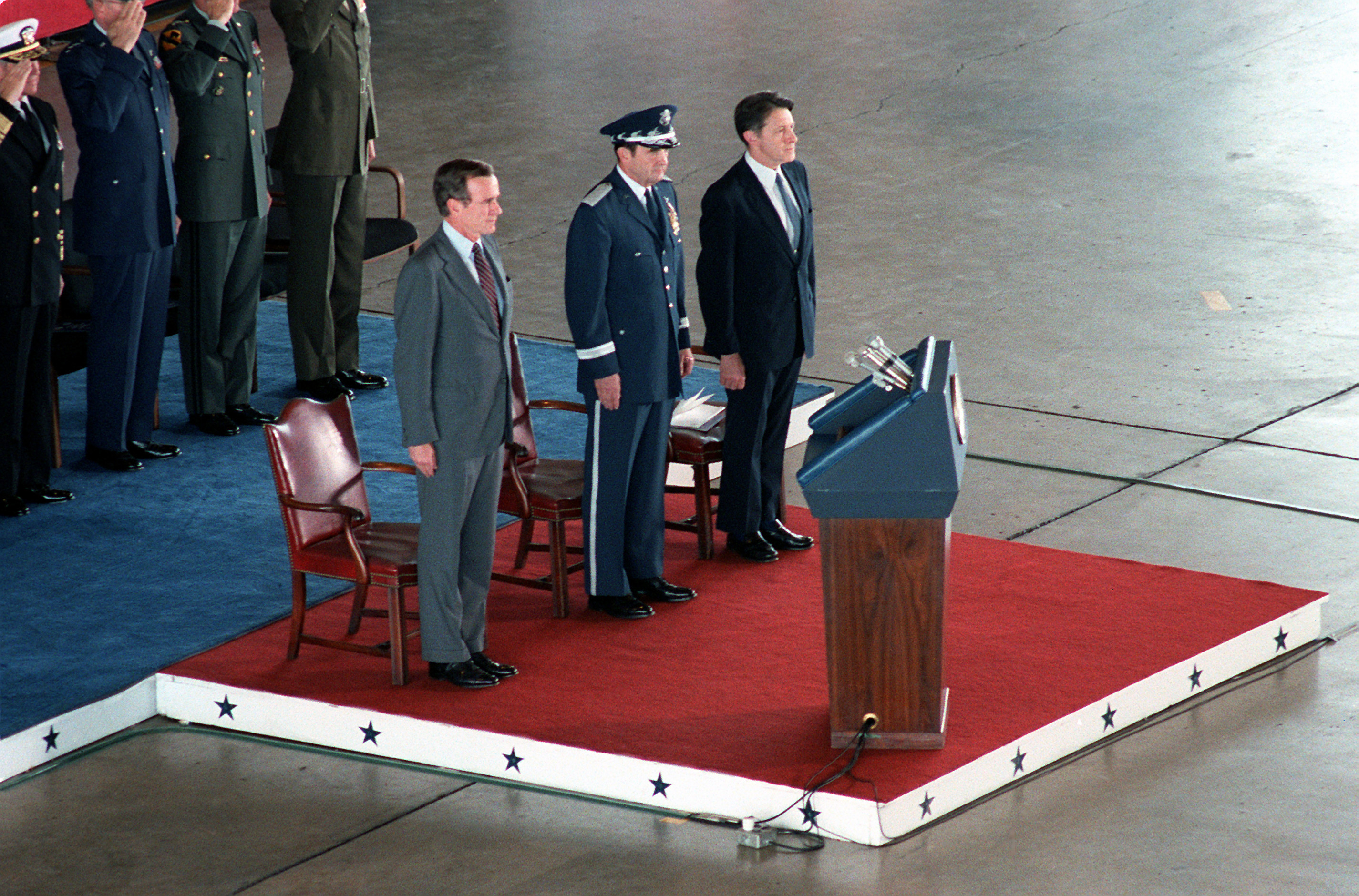
Le général David C. Jones, chef de l'État-major interarmées, en compagnie du vice-président américain George H. W. Bush et du secrétaire à la Défense Caspar Weinberger à la base aérienne d'Andrews.

Jones a accompagné le président Jimmy Carter à Vienne, en Autriche, en juin 1979, pour la phase finale des négociations avec l'URSS sur le Traité de limitation des armements stratégiques II. Lorsque l'invasion soviétique de l'Afghanistan a fait craindre que les forces soviétiques ne se déplacent vers l'Iran voisin, où un régime islamique militant anti-occidental avait pris le pouvoir au début de l'année 1979, Carter a créé une force de déploiement rapide pour l'Asie du Sud-Ouest afin de contrer toute tentative de ce type dans la région. Par la suite, sous la direction du secrétaire à la défense, Jones a supervisé la planification de la transformation de la force de défense rapide en un commandement régional unifié. La planification de ce qui est devenu en 1983 le Commandement central des États-Unis (USCENTCOM) a été essentiellement achevée pendant sa présidence. Jones a également supervisé la planification du sauvetage du personnel de l'ambassade américaine pris en otage en novembre 1979 par les partisans du dirigeant iranien Ayatollah Khomeini, et il a survécu aux critiques concernant l'échec de cette mission de sauvetage.

### Loi Goldwater-Nichols
Au cours de son second mandat, Jones s'est efforcé de faire du président, et non plus du JCS, le principal conseiller militaire du président et du secrétaire à la Défense, arguant qu'une telle modification de la loi sur la sécurité nationale améliorerait la qualité et la rapidité des conseils militaires, ainsi que l'état de préparation et l'efficacité des forces de combat du pays. Jones a poursuivi ses efforts en ce sens après sa retraite en tant que président du JCS et a vu cet objectif se concrétiser avec l'adoption de la loi Goldwater-Nichols sur la réorganisation du département de la Défense en 1986.

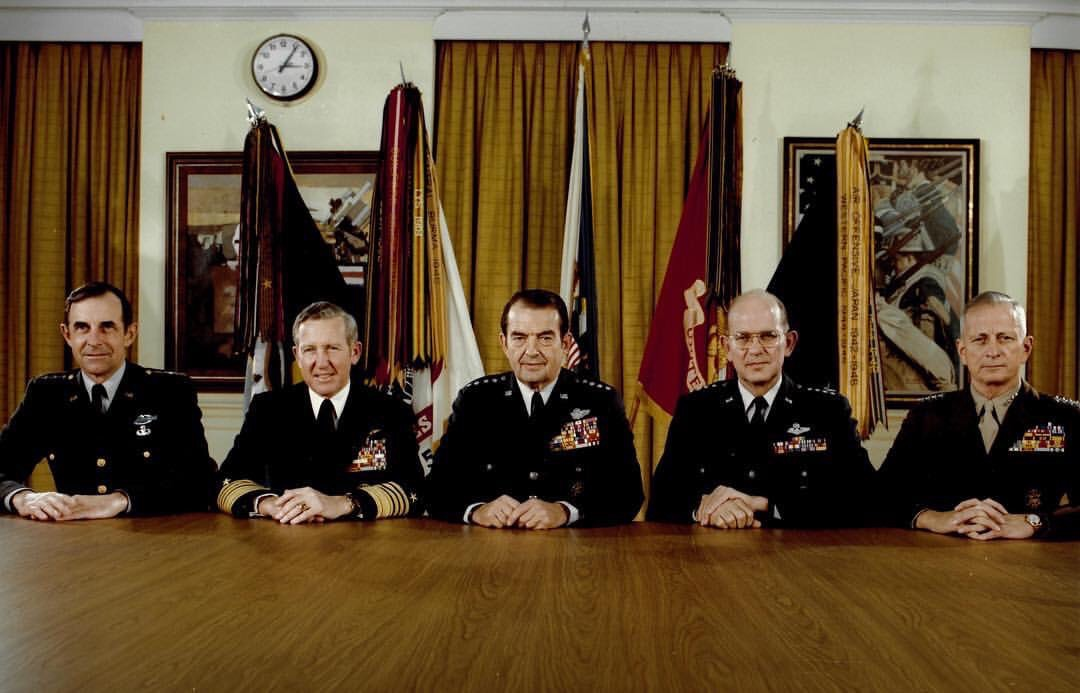
Le chef de l'état-major interarmées, le général David C. Jones, avec les autres membres de l'état-major interarmées au Pentagone en 1981.

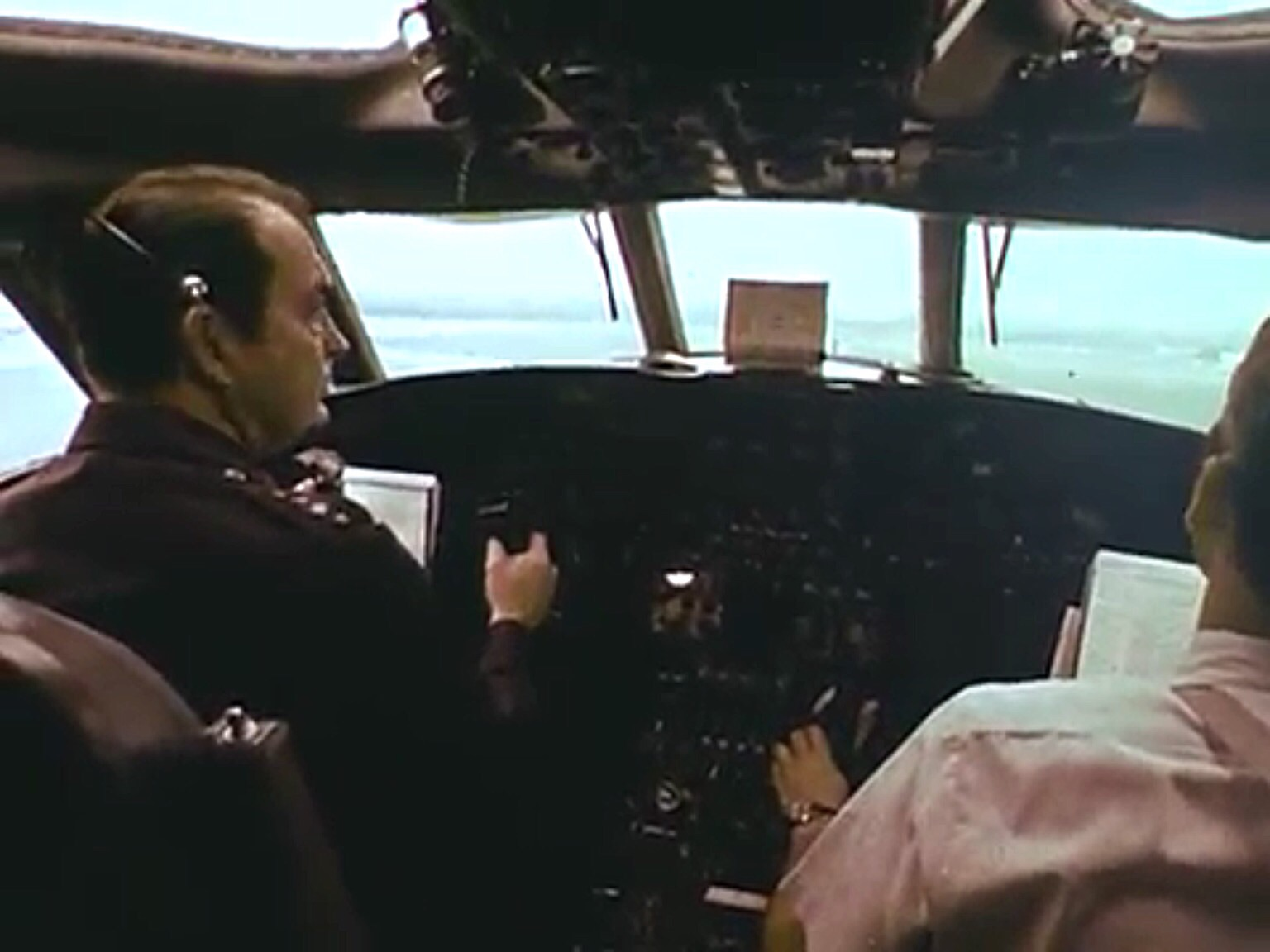
Le général David C. Jones, chef de l'état-major interarmées, aux commandes d'un Lockheed VC-140B JetStar de l'armée de l'air américaine.

Jones a continué à exercer ses fonctions de chef de l'état-major interarmées pendant les premières années de la présidence de Ronald Reagan en 1981. Il a pris sa retraite du service actif au sein de l'armée de l'air des États-Unis à l'issue de son second mandat de président de l'état-major interarmées, le 18 juin 1982. Dans un livre d'histoire militaire paru en 1989, Four Stars: The Inside Story of The Forty-Year Battle Between The Joint Chiefs of Staff and America's Civilian Leaders, l'historien Mark Perry écrit que le général David C. Jones a acquis une réputation de « bon gestionnaire de service » qui a « accueilli le changement » pendant son mandat de chef d'état-major de l'armée de l'air américaine et de chef de l'état-major interarmées,.
Jones a reçu un doctorat honorifique en lettres humaines de l'université du Nebraska à Omaha (University of Nebraska Omaha) en 1974, un doctorat honorifique en droit de l'université Louisiana Tech en 1975 et un doctorat honorifique en lettres humaines du Minot State College en 1979. Jones a reçu le Golden Plate Award de l'American Academy of Achievement, remis par Roger Staubach, membre du Awards Council, en 1979,,. Jones a été le dernier président du Joint Chiefs of Staff à être décoré pour avoir servi pendant la Seconde Guerre mondiale, la Corée et le Viêt Nam.
Jones était membre de l'Air Force Association, de la Falcon Foundation, du Council on Foreign Relations, du Alfalfa Club, du Bohemian Club et de la Family.

### Vie personnelle et décès
En 1942, il épouse Lois Tarbell (1921-2009). Ils ont eu trois enfants, deux filles, Susan et Kathy, et un fils, David Curtis.
Jones est décédé le 10 août 2013 dans une maison de retraite militaire à Potomac Falls, en Virginie, à l'âge de 92 ans. Il était atteint de la maladie de Parkinson et a été enterré au cimetière national d'Arlington le 25 octobre 2013.

#### Dates de promotion

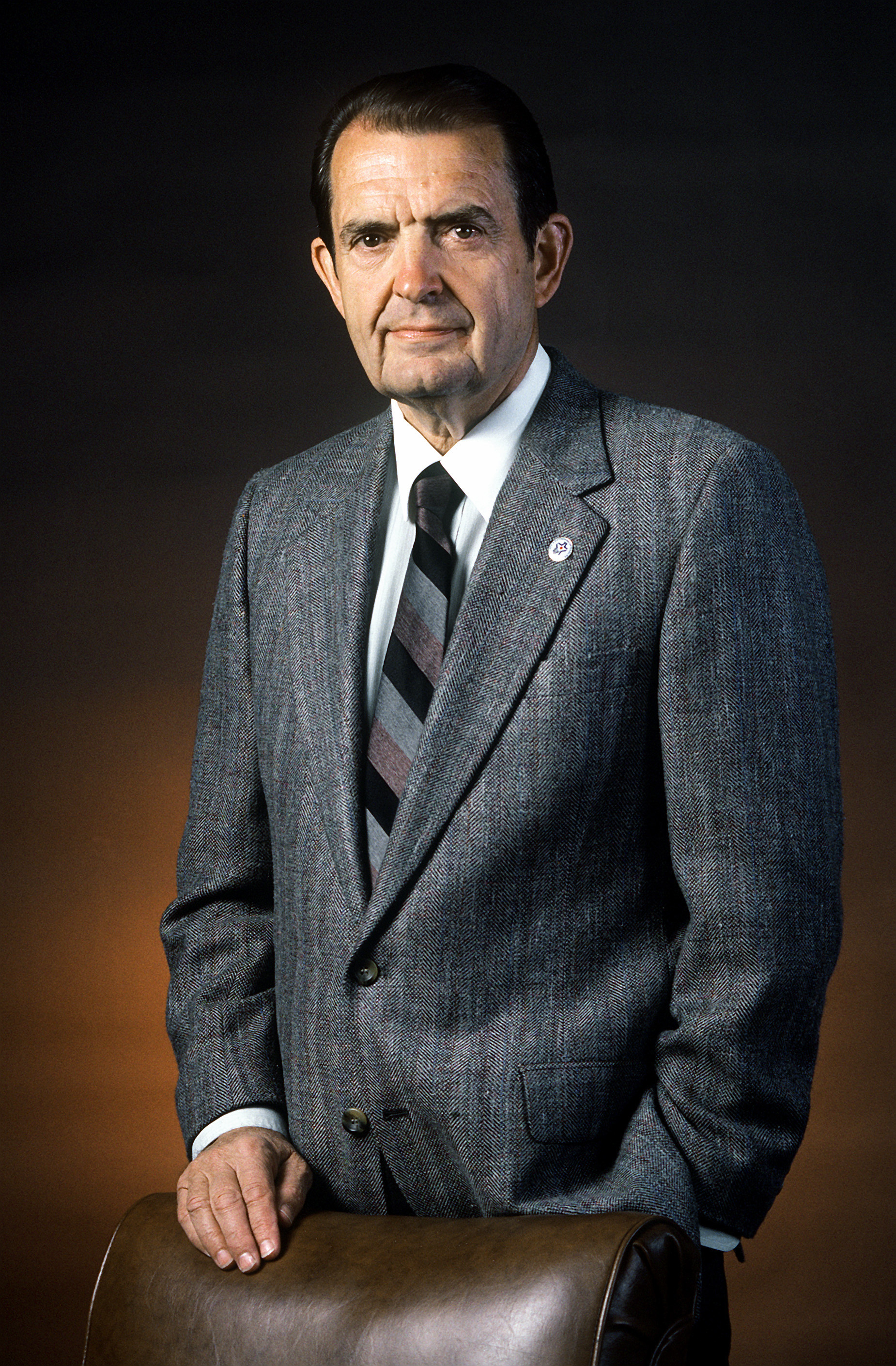
Jones en 1986

Source:
| Insigne | Rang               | Date                                             |
| ------- | ------------------ | ------------------------------------------------ |
|         | Second Lieutenant  | 6 février 1943                                   |
|         | First Lieutenant   | 28 février 1944 (permanent le 6 février 1946)    |
|         | Captain            | 11 avril 1946 (permanente le 25 octobre 1948)    |
|         | Major              | 5 février 1951 (permanent le 23 janvier 1952)    |
|         | Lieutenant-colonel | 1er juin 1953 (permanent le 1er juillet 1959)    |
|         | Colonel            | 23 avril 1957 (permanent le 22 décembre 1960)    |
|         | Brigadier général  | 1er décembre 1965 (permanent le 10 février 1966) |
|         | Major général      | 1er novembre 1967 (permanent le 24 janvier 1969) |
|         | Lieutenant général | 1er août 1969                                    |
|         | Général            | 1er septembre 1971                               |

#### Récompenses et décorations
|  | Badge d'aviateur                                         |
|  | Office of the Joint Chiefs of Staff Identification Badge |

| Bronze oak leaf cluster · Bronze oak leaf cluster | Defense Distinguished Service Medal avec 2 feuilles de chêne (oak leaf cluster) en bronze  |
| Bronze oak leaf cluster | Air Force Distinguished Service Medal avec 1 feuille de chêne en bronze                    |
| | Army Distinguished Service Medal                                                           |
| | Navy Distinguished Service Medal                                                           |
| | Legion of Merit                                                                            |
| | Distinguished Flying Cross                                                                 |
| | Bronze Star Medal                                                                          |
| Bronze oak leaf cluster | Air Medal avec 1 feuille de chêne                                                          |
| | Air Force Commendation Medal                                                               |
| | Air Force Outstanding Unit Award                                                           |
| | American Campaign Medal                                                                    |
| | Asiatic-Pacific Campaign Medal                                                             |
| | World War II Victory Medal                                                                 |
| | Army of Occupation Medal                                                                   |
| Bronze star · Width=44 scarlet ribbon with a central width-4 golden yellow stripe, flanked by pairs of width-1 scarlet, white, Old Glory blue, and white stripes | National Defense Service Medal avec 1 service star en bronze                               |
| Bronze star · Bronze star | Korean Service Medal avec 2 service stars                                                  |
| Bronze star | Vietnam Service Medal avec 1 service star                                                  |
| Silver oak leaf cluster · Bronze oak leaf cluster · Bronze oak leaf cluster · Bronze oak leaf cluster                                                            | Air Force Longevity Service Award avec 1 feuille de chêne en argent et 3 en bronze         |
| | Ordre du Nuage et de la Bannière (République de Chine) 1er grade avec Grand Cordon spécial |
| | Ordre national du Vietnam, Chevalier (Vietnam du Sud)                                      |
| | Air Force Distinguished Service Order, 1st class (Vietnam du Sud)                          |
| | Ordre du Mérite de la République fédérale d'Allemagne, Croix de chevalier commandeur       |
| | Ordre de mai du mérite aéronautique, chevalier (Argentine)                                 |
| | Légion d'honneur (France), commandeur                                                      |
| | Air Force Cross (Venezuela)                                                                |
| | Ordre du Mérite de la République italienne, Grand Officier                                 |
| | Croix du Mérite aéronautique de l'Armée de l'air, grand-croix (Colombie)                   |
| | Ordre du Soleil levant, degré inconnu (Japon)                                              |
| | Ordre bolivien du mérite aéronautique, chevalier                                           |
| | Croix de la Vaillance (Vietnam du Sud)                                                     |
| | Médaille des Nations unies pour la Corée                                                   |
| | Médaille de la campagne du Vietnam (Vietnam du Sud)                                        |

## Source
- (en) Cet article est partiellement ou en totalité issu de l’article de Wikipédia en anglais intitulé « David C. Jones » (voir la liste des auteurs).